# Axel Gjöres
Axel Gjöres, född 11 november 1889 i Norrbärke församling, Kopparbergs län, död 12 mars 1979 i Västerleds församling, Stockholms län, var en svensk politiker (socialdemokrat), kooperativ folkbildare och författare.

## Biografi
Gjöres föddes i Smedjebacken, och var son till bruksarbetaren Per Andersson (1847–1932) och Johanna Wippsson (1857–1941). Han var ursprungligen järnverksarbetare, och anslöt sig 1910 till konsumentkooperationen som biträde i en konsumentförening. Från 1913 var han redaktör för Kooperativa Förbundets tidningsavdelning. Efter studier vid Brunnsviks folkhögskola 1908–09 studerade han vid Handelshögskolan i Stockholm 1917–19 och Co-operative College i Manchester 1919. Gjöres var tillförordnad chef för Kooperativa förbundets organisationsavdelning 1921–23 och ordförande i förbundets styrelse 1926–38. 1920–31 var han chefredaktör för Kooperative Förbundets tidning Kooperatören.
Gjöres blev tillförordnad generaldirektör för Kommerskollegium 1938. Han innehade denna post till 1941, då han utsågs till folkhushållningsminister i samlingsregeringen Hansson III. Bland annat var Gjöres ansvarig för hjälpen till Norge och Finland under andra världskriget; han hade en betydande roll i organiseringen av Svenska Norgehjälpen. Gjöres såg även till att Sverige skickade livsmedel och industrivaror till Finland efter att landets bistånd från Nazityskland upphörde, då Finland undertecknat ett vapenstillestånd med Sovjetunionen i fortsättningskriget 1944. Han representerade Socialdemokraterna i riksdagens första kammare 1943–1950.
Posten som folkhushållningsminister behöll Gjöres till 1947, då han istället utsågs till handelsminister. Han lämnade dock ministeruppdraget redan året därpå och tillträdde som generaldirektör för Kommerskollegium, där han kom att förbli till 1955. Åren 1945–57 var Gjöres också ordförande i Föreningen Norden.  
Gjöres var även verksam som författare. Han skrev bland annat boken Bruket vid Barken. Smedjebackens valsverk genom hundra år (1956) och två självbiografiska alster, Den tiden (1965) och Vreda vindar (1967). Han skrev två böcker om den engelska industriägaren och samhällsreformatorn Robert Owen: Robert Owen och kooperationens uppkomst (1932) och Robert Owen och hans tid (1971). I skrifterna Svensk kooperation före åttiotalet (1919) och Konsumentkooperationen i Sverige (1925) tecknade han den svenska konsumentkooperationens historia.
Axel Gjöres var från 1920 gift med Hilma Larsson (1896–1985). Han är begravd på Bromma kyrkogård.